# Hegymegi Kiss Pál
Hegymegi Kiss Pál (Porcsalma, 1885. március 12. – Budapest, 1950. május 3.) ügyvéd, liberális politikus, országgyűlési képviselő, belügyminisztériumi főtanácsos, Kiss Áron (1845 – 1908) filozófiadoktor féltestvére.

## Életpályája
Édesapja hegymegi Kiss Áron református püspök, egyházi író volt, édesanyja Kajzár Berta. Elemi és középiskoláit Debrecenben végezte, majd beiratkozott a Debreceni Református Jogakadémiára, amelynek elvégzése után 1909-ben Kolozsváron a Magyar Királyi Ferenc József Tudományegyetemen szerzett jogi és államtudományi oklevelet. Doktorrá sub auspiciis regis avatták. Kezdetben szolgabíróként dolgozott. 1909-től főispáni titkár volt Ugron Ákos Udvarhely vármegyei és Haller János Udvarhely és Maros-Torda vármegyei főispánok mellett. 1912. február 18-án Székelyudvarhelyen házasságot kötött bolgárfalvi és jósintzi Sebesi-Jósintzi Mártával. 1912-ben a belügyminisztériumba rendelték, 1917-től a városi közigazgatás osztályvezetője volt, az őszirózsás forradalom alatt pedig miniszteri tanácsosként működött. Eközben a menekült jegyzők és közigazgatási tisztviselők kormánybiztosa is volt, s helyettes államtitkári címet is kapott. A Friedrich-kormány alatt miniszteri osztályfőnökként vezette a belügyminisztérium rendőri ügyeit, ám hamarosan felmentették állásából. Rassay Károllyal 1921-ben megalapította a Függetlenségi Kisgazda-, Földműves- és Polgári Pártot, amelynek igazgatója lett, s az 1922-es választásokon a kampány adminisztratív irányítója volt.  Debrecen 2. számú egyéni választókerületében a szavazatok 68,9%-át szerezte meg. 1935-ig Debrecen nemzetgyűlési illetve országgyűlési képviselője volt, s többször a baloldali ellenzék vezérszónokaként lépett fel. Az 1945-ös és az 1947-es választásokon újra mandátumot szerzett, s a Magyar Szabadság Párt, illetve a Magyar Függetlenségi Párt képviselőjeként, később pedig pártonkívüliként politizált.

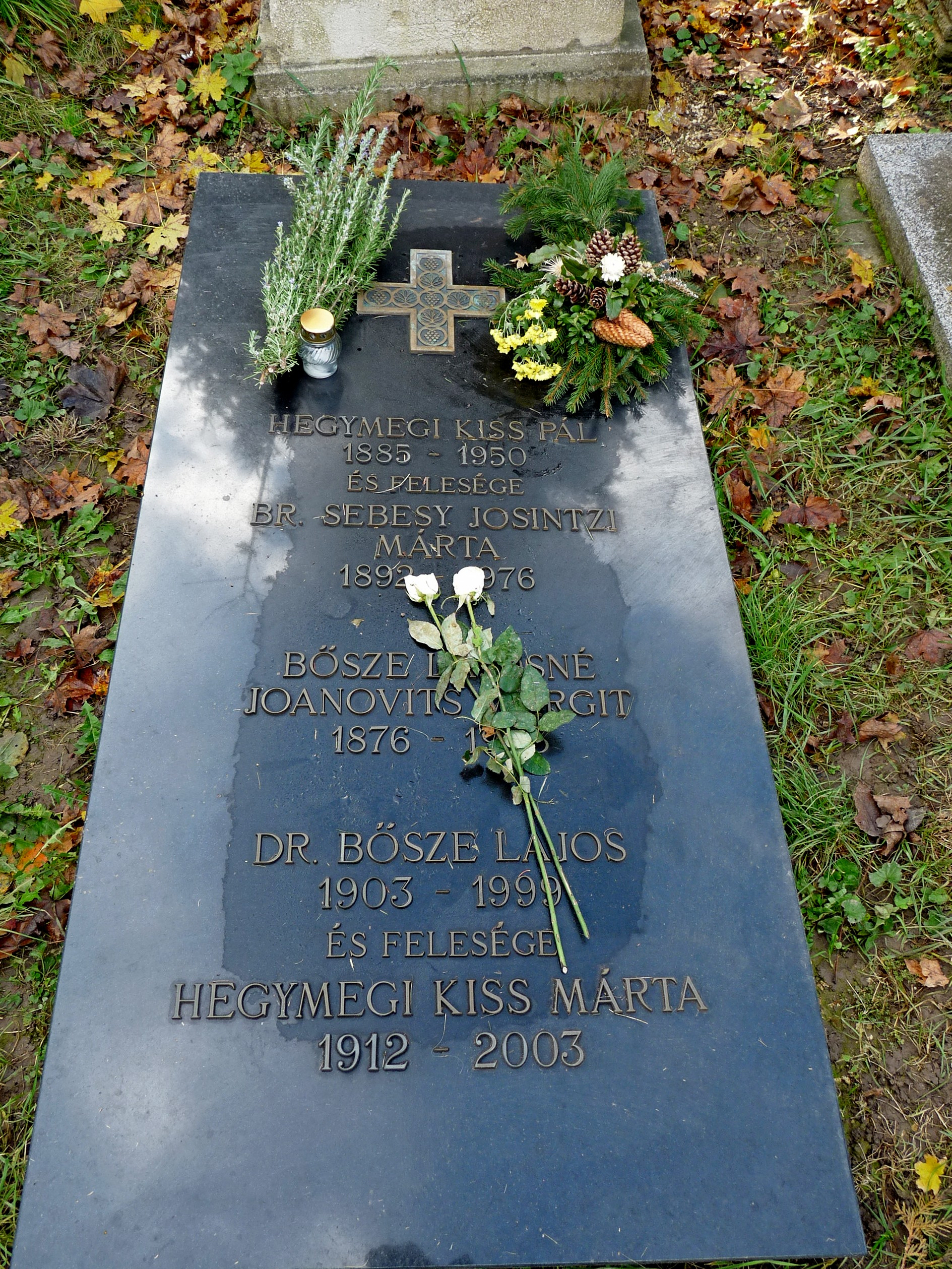
Síremléke az Óbudai temetőben (40/2-I-144).

Az Óbudai temetőben nyugszik.

## Főbb művei
- A magyar közigazgatás demokratikus átszervezéséről (Debrecen, 1924)
- A demokratikus magyar felsőházról (Budapest, 1926)
- A magyar közélet és Debrecen fontosabb kérdéseiről (Debrecen, 1928)
- Széljegyzetek a választójogi javaslatról (Budapest, 1938)

## Megjegyzésk
1. ↑  Egyetemi intézmény, mely szerint bizonyos végzett egyetemi hallgatókat, akik összes vizsgálataikat és doktori szigorlataikat kitüntetéssel tették le, a király védnöksége mellett ünnepiesen felavatnak. Forrás: Sub auspiciis regis [Tiltott forrás?] a Kislexikon weboldalán.